# Thomas Holcroft
Thomas Holcroft, né à Londres le 10 décembre 1745 où il est mort le 23 mars 1809, est un dramaturge, romancier et traducteur britannique.

## Biographie
Fils d'un cordonnier, il exerce lui-même comme cordonnier, palefrenier et vétérinaire mais se passionne en parallèle pour le théâtre. Il apprend le français, l'italien et l'allemand et devient acteur. Il joue alors dans des théâtres en Irlande et à Londres.
En 1781, il décide de devenir auteur et écrit des comédies et des romans. Il introduit le mélodrame en Angleterre et traduit et fait connaître dans son pays de nombreuses œuvres telles La Vie privée de Voltaire, Les Mémoires du baron de Trenck (3 vol.), Histoire secrète de la cour de Berlin de Mirabeau (2 vol.), Les Veillées du château de Félicité de Genlis (5 vol.), les ouvrages posthumes de Frédéric II (13 vol.) ou encore un abrégé de Lavater sur la physiognomonie (3 vol.).
Ses Mémoires ont été publiés en 1809 par William Hazlitt en 3 volumes. Hazlitt a en écrits une partie.

## Œuvres
- 1807 : Brian-Perdue (traduit en français en 1810 sous le titre Le Fils perverti par son père), 4 vol.
- Voyages en France et en Allemagne, 2 vol.
- Le Sceptique, ou le Bonheur de l'homme, poème irréligieux